# Біла (притока Ками)
Бі́ла (рос. Белая; башк. Ағиҙел, тат. Ağidel, ерз. Ашо) — річка в Башкортостані, ліва притока Ками. Татарська і башкирська назви походять від тюркського ак — білий та ідель — велика річка.
Біла протікає в основному по території Республіки Башкортостан.
Довжина 1420 км, площа басейну 141 900 км². Бере початок в горах Південного Уралу, в болотах біля гори Іремель. У верхній частині до селища Мелеуз має гірський характер, нижче протікає серед степової рівнини. Долина вузька, прорізана в кристалічних сланцях і вапняках. Після впадіння притоки Нугуш долина Білої починає поступово розширюватись; після впадання річки Уфи долина Білої сильно розширюється, вона перетворюється на типово рівнинну річку, але правий берег залишається високим. На рівнині нижче Уфи Біла утворює багато стариць та розбивається на окремі рукави.
Басейн залісений на 65%, заболочений на 25%. Головні притоки: праві — Нугуш, Сім, Уфа, Бір, Танип; ліві — Ашкадар, Уршак, Дьома, Кармасан, Чер-масан, База, Сюнь. Живлення переважно снігове. Середня витрата води біля міста Бірськ — 838 м³/сек; середня витрата води біля гирла — 950 м³/сек. Скресає у квітні, замерзає в листопаді. Судноплавна протягом 480 км (від впадання в Каму до м. Уфи). Білою здійснюються сплав лісу, перевезення хліба, нафти та ін. Великі міста на річці Біла — Уфа, Стерлітамак, Ішимбай, Бєлорєцьк, Бірськ.
Біла — найважливіша водна магістраль Башкортостану. Вона є складовою частиною водного шляху Москва-Уфа, по якому організовані туристичні рейси.
На річці Біла заплановане спорудження каскаду з трьох гідровузлів. У 2003 році побудоване перше Юмагузинське водосховище, в 2005 році запущено останній агрегат Юмагузинської ГЕС.